# ایوا دالبک
ایوا دالبِک (سوئدی: Eva Dahlbeck؛ ۸ مارس ۱۹۲۰ – ۸ فوریهٔ ۲۰۰۸) هنرپیشه و رمان‌نویس سوئدی بود.

## فیلم‌شناسی
- آستانه زندگی
- رویاها
- لبخندهای یک شب تابستانی
- رازهای زنان
- درسی در عشق
- اوا
- روستا
- دو زن
- گربه‌ها